# Charles Russell de Littleworth Corner
Pour les articles homonymes, voir Charles Russell.
Sir Charles Russell de Littleworth Corner, premier baronnet, est un avocat d'affaires et politicien anglais, né le 8 juillet 1863 et mort le 27 mars 1928, à Londres.
Il est principalement connu comme le deuxième fils de Charles Russell (baron Russell de Killowen) et pour avoir fondé le cabinet d'avocats international Charles Russell Speechlys LLP,.

## Biographie

### Jeunesse
Charles Russell (Fils), Baronnet de Littleworth Corner, est le deuxième fils de Charles Russell, baron Russell de Killowen et Ellen Mulholland,.
Son père fut un Lord juridique de renom, notamment connu pour avoir été le premier catholique à occuper le poste de Lord juridique en chef depuis des siècles, de 1894 à 1900. Il fit suivre à Charles Russell (Fils) une éducation jésuite au Beaumont College de Windsor.

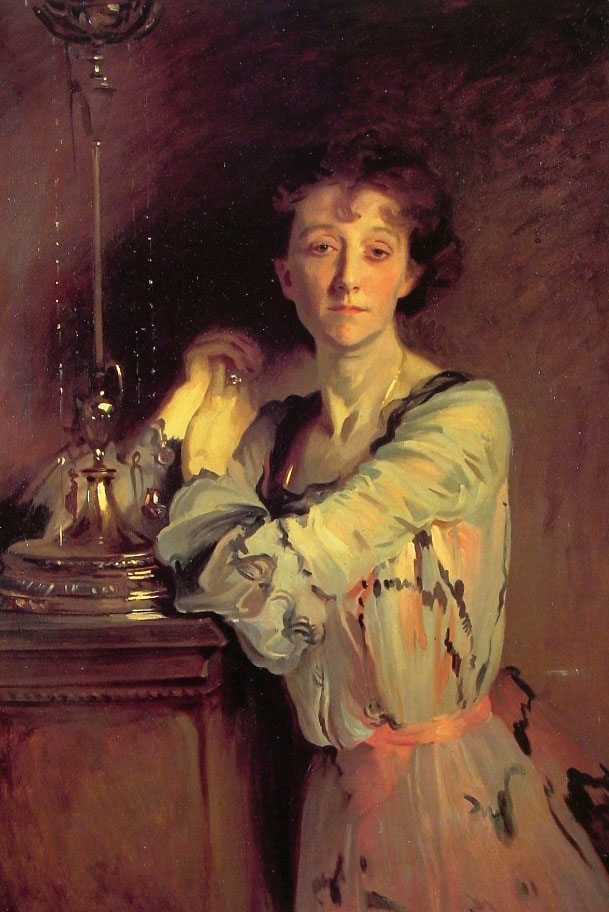
Portrait d’Adah Russell (née Williams), 1908.

En 1889, Charles Russell (Fils) épousa Adah Adeline Walmsley Williams (1867–1959), fille du lieutenant et banquier gallois William Williams et d'Adeline Walmsley. Le couple eut une fille prénommée Monica.

### Carrière juridique
Il suivit les traces de son père et embrassa une carrière juridique en étudiant le droit, puis en devenant avocat d'affaires en 1888.
En 1891, il fonde le cabinet d'avocats Charles Russell LLP, aujourd'hui connu sous le nom de Charles Russell Speechlys LLP.
Parmi les affaires notables auxquelles il a participé, Charles Russell (Fils) a représenté le Marquis de Queensberry lors de son procès en diffamation intenté par Oscar Wilde en 1895. Ce procès a conduit à la chute publique de Wilde, son emprisonnement puis sa mort, et a marqué l'histoire judiciaire britannique.
Il représenta les intérêts brittaniques et canadiens devant le Tribunal d'arbitrage pour les pêcheries de la mer de Behring en 1893. Il eut également pour client les stewards du Jockey Club de Londres, à l'instar de son père.
Il a notamment été caricaturé par l'artiste "Spy" (Sir Leslie Ward) le 10 avril 1907, sous le titre "A Son of his Father". Les caricatures de "Spy" étaient célèbres pour leur représentation satirique des personnalités de l'époque, publiées dans Vanity Fair entre 1868 et 1914. Ces illustrations sont aujourd'hui prisées par les collectionneurs et offrent un aperçu unique des figures publiques de cette période,.

### Carrière politique et communautaire
Membre du Parti libéral, il tenta d'entrer au Parlement à Hackney South en 1895 et à Salford South en décembre 1910, sans succès.
En 1910, il fut élu au Conseil du comté de Londres en tant que conseiller du Parti progressiste, représentant Southwark (Bermondsey). Il siégea pour un mandat de trois ans et ne se représenta pas lors des élections de 1913,.
Il fut également président du comité de collecte de fonds de la British Red Cross Society pendant la Première Guerre mondiale, siégea au Catholic Education Council et participa de manière étroite à la création de la Catholic Confederation of England and Wales.

### Titre de Baronnet et promotions dans les ordres
Le 24 mai 1916, il est créé Baronnet par le Roi George V. Étant donné que Charles n'avait pas de fils, il prit des dispositions spéciales pour que son titre de baronnet puisse être hérité par les héritiers masculins de son père. L'annonce émane de Whitehall et est faite dans la London Gazette du 26 mai 1916. À cette date, Charles Russell (Fils) réside à Littleworth Corner, dans la paroisse de Burnham (comté de Buckingham). Il devient ainsi Baronnet de Littleworth Corner.
Le 1er janvier 1921, il est fait Chevalier commandeur de l'Ordre royal de Victoria par le Roi George V. L'annonce est faite le même jour par la Chancellerie de l'ordre, dans la London Gazette.
Le 30 mars 1921, il est fait Chevalier de Grâce de l'Ordre Hospitalier de Saint-Jean de Jérusalem en Angleterre par le Roi George V. L'annonce est faite le lendemain dans la London Gazette.

### Maladie et décès
Début 1928, il est diagnostiqué d'une infection nécessitant une intervention chirurgicale. Le 27 mars 1928, Charles Russell (Fils) décède à l'âge de 64 ans, à l'Hôpital de Saint-Jean et Sainte-Élisabeth à Londres.

## Famille et descendance
Alec Russell, son neveu, lui succède au titre de Baronnet en vertu des dispositions spéciales qui avaient été prises en l'absence d'héritier mâle direct. Sir Alec Russell épousera par ailleurs Monica, la fille de son oncle, qui deviendra ainsi Lady Russell.
Le titre de Baronnet de Littleworth Corner revînt notamment, au fil des successions, à William Russell, banquier britannique et Lord-maire de Londres de 2019 à 2021.